# Гедимін
Гедимі́н (лит. Gediminas, біл. Гедымін, лат. Gedeminne; бл. 1275 — 1341) — великий князь литовський (1316—1341). Родоначальник династії Гедиміновичів. Син Будивида, брат Витеня. Батько великого литовського князя Ольгерда. Вів війни з Тевтонським орденом та князівствами Русі. Розширив межі Литви за рахунок приєднання Мінської, Вітебської і Турово-Пінської земель. Поширив свій вплив на Смоленщину. За літописною легендою здійснив походи на Волинь і Київщину (1323—1324). Титулував себе «королем литовців і русинів». Легендарний засновник Вільнюса. Литовський національний герой. Хрещене ім'я за однією із версій — Прокопій.

## Біографія

### Походження
Народився близько 1275 року. Походження Гедиміна залишається дискусійним. Пізня традиція, зафіксована в білорусько-литовських літописах, вважала Гедиміна сином Витеня, однак у дипломатичному листуванні Гедиміна з Ригою він виступає братом Витеня.
У 2-ій половині XV ст. існувала тенденційна версія, зафіксована в «Польській хроніці» Яна Длугоша та в московських родоводах (Чудовська повість, Послання Спиридона-Сави), яка твердила, що Гедимін був конюхом Витеня, який зайняв трон після вбивства свого господаря і захопив владу у Литві. Ця версія, очевидно, була створена з метою дискредитувати пануючу династію Великого князівства Литовського. Найбільш імовірним видається, що Гедимін був молодшим братом Витеня, сином Будивида й онуком Тройдена, однак дана проблема так і залишається невирішеною.

### Князювання

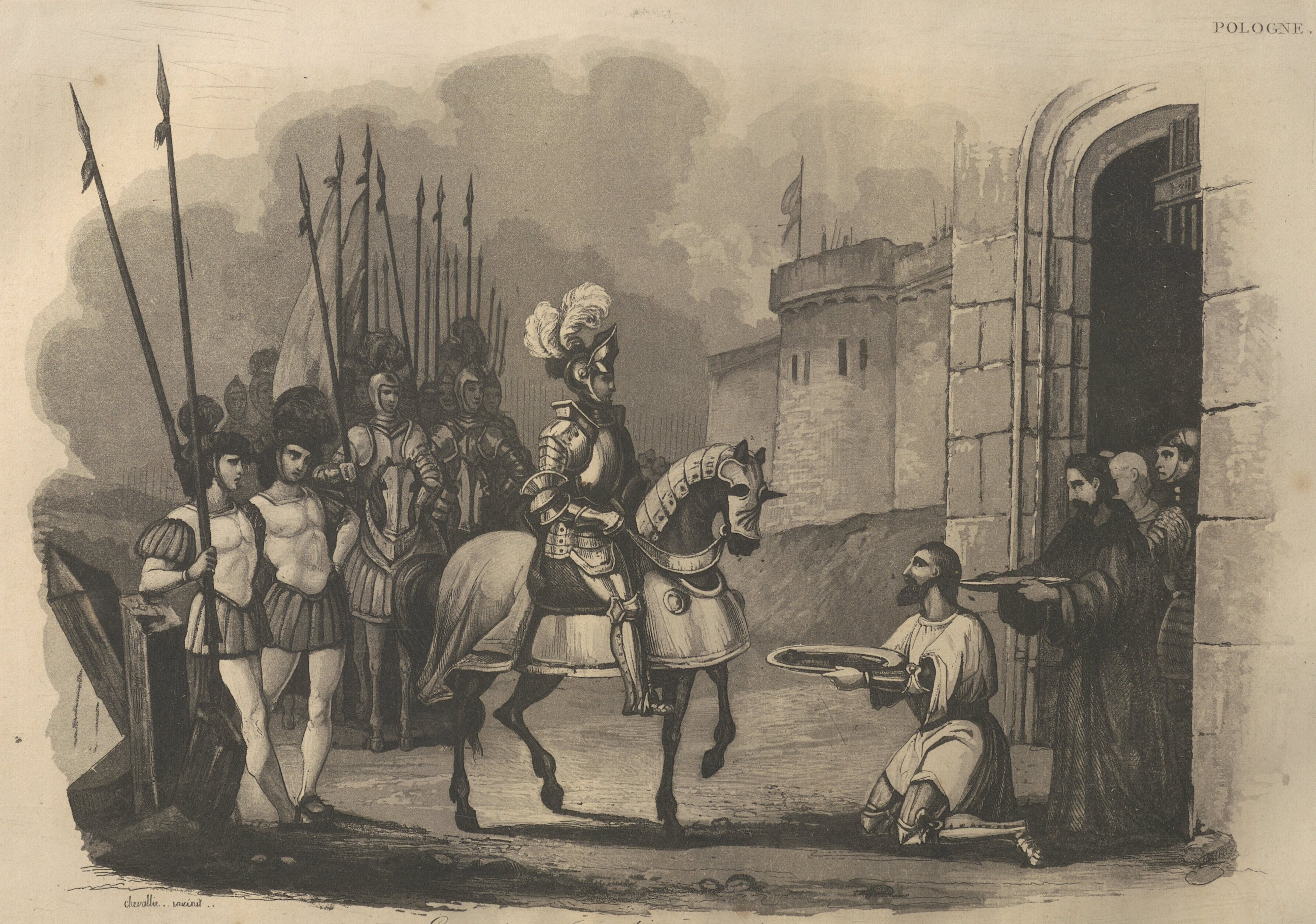
В'їзд Гедиміна до Києва

Гедимін отримав владу по смерті брата Витеня. Вів непримиренну боротьбу з німецькими лицарями, яким завдав ряд поразок. 1321 року в битві на річці Ірпінь Гедимін повністю розбив об'єднанні сили південно-руських князів: Київського, Переяславського, Галицького та двох Брянських. 1325 року уклав союз з польським королем Владиславом I Локетком для спільної боротьби проти хрестоносців. 1331 року розбив війська Лівонського ордену під Пловцями (Польща).
За його правління більша частина білоруських земель увійшла до складу Великого князівства Литовського. За даними білоруських літописів XV століття, у 1319—1320 роках він зайняв Берестейську землю і Дорогичин, а згодом Кам'янець та інші міста. У васальній залежності від Гедиміна знаходились Мінське, Вітебське, Друцьке і Турівське князівства. Полоцьке князівство за Гедиміна добровільно перейшло під зверхність литовських князів (за іншими даними, Гедимін завершив процес його підкорення).
Після смерті Юрія II Болеслава Тройденовича 1340 року син Гедиміна, Любарт, претендував на трон Королівства Русі та був проголошений Волинським і Галицьким князем завдяки тому що був одружений з дочкою Юрія ІІ, Офкою. Проте Любарт змушений був піти на компроміс з галицьким боярством, і надати його лідеру, Дмитрові Детьку високий сан управителя або старости Руської землі.
Вважається засновником столиці Литви Вільнюса, яка вперше згадується у 1322—1323 роках.
У листах папі Римському Івану XXII, ганзейським містам, францисканцям і домініканцям (1323—1324) заявляв про своє бажання прийняти християнську віру і запрошував до Литви лицарів, ремісників, купців, землеробів, священиків, однак немає достовірних даних, які б підтверджували факт його хрещення, тому питання його релігійних поглядів залишається дискусійним.
1341 року Гедимін був смертельно поранений під час облоги німецької фортеці Баєрбург на річці Німан.

## Титул
- 1323 рік, травень: лат. Gedeminne Dei gratia Letphanorum Ruthenorumque rex, princeps et dux Semigallie[21] (Гедимін, Божою милістю, король литвинів і русинів, принц і князь Семигалії)[19][22].

## Сім'я

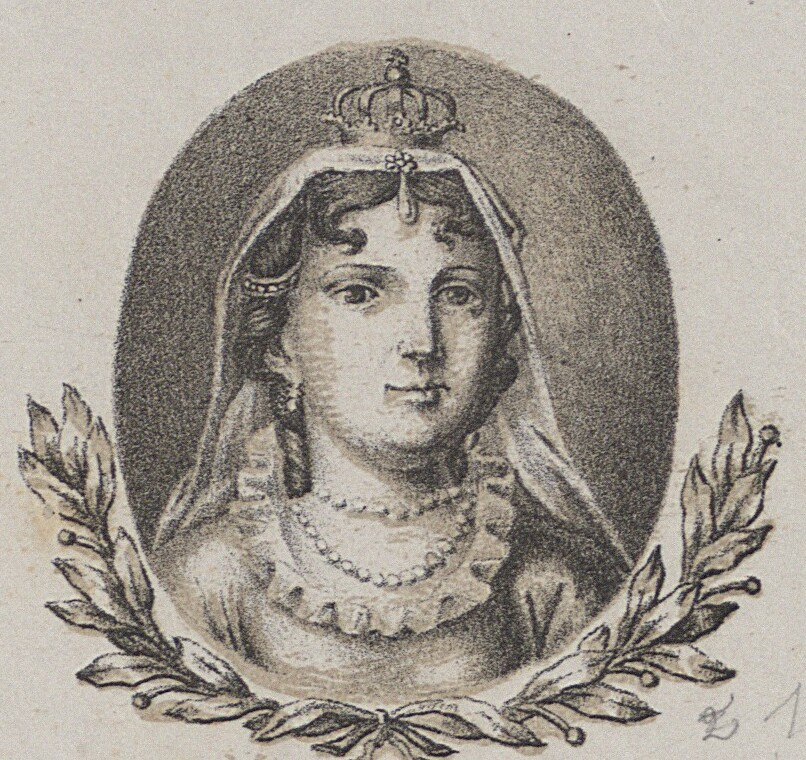
Анна Гедимінівна

Гедимін був тричі одружений і від трьох шлюбів залишилося сім синів і шість дочок. За літописами XV—XVI століть, він за життя розділив володіння між синами:
- Монвиду (бл. 1300—1348) — Кернаве і Слонім,
- Наримунту (бл. 1300—1348) — Пінськ,
- Ольгерду (1296—1377) — Крево,
- Коріяту (бл. 1300—1362) — Новогрудок,
- Любарту (бл. 1300—1384) — Володимир, Луцьк і Волинь,
- Кейстуту (1297—1382) — Жмудь, Троки і Гродно,
- молодшому сину Явнуту — Вільне.

Крім цього у Гедиміна було 7 дочок:
- Анна (Альдона) (бл.1309 — 26 травня 1339) — перша дружина польського короля Казимира III.
- Даннила (Єлизавета) (бл. 1302—1364) — з 1316 р. дружина Вацлава, князя плоцького,
- Офка (Євфимія) (бл. 1310 — 5 лютого 1342) — з 1331 дружина Юрія II Болеслава, руського короля.
- Марія (?—1349) — від 1320 року дружина Дмитра Михайловича Грізні Очі, великого князя тверського і владимирського.
- Бірута (умовне ім'я; бл. 1315/1319 — червень 1339), дружина Андрія Козельського.
- Айгуста (Анастасія) (бл. 1316/1321 — 11 жовтня 1345), з 1333 р. — дружина великого князя московського Семена Гордого.
- Марія (молодша)

Нащадки Монвіда, Кейстута, Коріата і Любарта зникли у 2-му або 3-му поколіннях. Нащадки Наримунта, Ольгерда і Євнута утворили роди, які прийнято називати Гедиміновичами, серед них були королівська династія Ягеллонів, польські, литовські та українські князівські роди: Збаразькі, Вишневецькі, Санґушки, Несвицькі, Порицькі, Воронецькі, Чорторийські, Корецькі, київські князі Олельковичі, а також московські роди Голіцини, Куракіни, Хованські, Трубецькі, Патрикеєви, Мстиславські, Більські та інші.

## Вшанування пам'яті
У місті Вільнюс є проспект Гедиміна.
Вулиця Гедиміна у містах Каунас, Тракай, Паланга, Паневежис, Укмерге.
У місті Київ є вулиця Князів Ґедиміновичів.

### Статті
- Русина О.. Київська виправа Ґедиміна (Текстологічний аспект проблеми) // Записки Наукового товариства імені Шевченка. — Т. 231 (CCXXXI). — С. 147—157.
- Войтович Л. 24/18. Гедимін [Гедимінас (* бл. 1275 † 1341)] // Княжа доба: портрети еліти. — Біла Церква : Видавець Олександр Пшонківський, 2006. — 782 с. — ISBN 966-8545-52-4.

### Довідники
- Гайдай Л. Історія України в особах, термінах, назвах і поняттях. — Луцьк : Вежа, 2000.
- Ґедимін // Енциклопедія українознавства : Словникова частина : [в 11 т.] / Наукове товариство імені Шевченка ; гол. ред. проф., д-р Володимир Кубійович. — Париж — Нью-Йорк : Молоде життя, 1955—1995. — ISBN 5-7707-4049-3. — Т. 2. — С. 473.
- Русина О. В. Гедимін, Гедимінас [Архівовано 7 березня 2016 у Wayback Machine.] // Енциклопедія історії України : у 10 т. / редкол.: В. А. Смолій (голова) та ін. ; Інститут історії України НАН України. — К. : Наукова думка, 2004. — Т. 2 : Г — Д. — С. 64. — ISBN 966-00-0405-2.
- Шабульдо Ф. Гедиміна походи на Волинь і Київщину 1323 і 1324 [Архівовано 14 квітня 2016 у Wayback Machine.] // Енциклопедія історії України : у 10 т. / редкол.: В. А. Смолій (голова) та ін. ; Інститут історії України НАН України. — К. : Наукова думка, 2004. — Т. 2 : Г — Д. — С. 64—65. — ISBN 966-00-0405-2.